# Zadražany
Zadražany (německy Sadraschan) je vesnice, část obce Nepolisy v okrese Hradec Králové. Nachází se asi 1 km na severovýchod od Nepolis. Prochází zde silnice II/327. V roce 2009 zde bylo evidováno 73 adres. V roce 2001 zde trvale žilo 168 obyvatel.
Zadražany je také název katastrálního území o rozloze 2,18 km2.